# Begusarai
Begusarai là một thành phố và khu đô thị của quận Begusarai thuộc bang Bihar, Ấn Độ.

## Địa lý
Begusarai có vị trí 25°25′B 86°08′Đ / 25,42°B 86,13°Đ Nó có độ cao trung bình là 41 mét (134 foot).

## Nhân khẩu
Theo điều tra dân số năm 2001 của Ấn Độ, Begusarai có dân số 93.378 người. Phái nam chiếm 53% tổng số dân và phái nữ chiếm 47%. Begusarai có tỷ lệ 65% biết đọc biết viết, cao hơn tỷ lệ trung bình toàn quốc là 59,5%: tỷ lệ cho phái nam là 72%, và tỷ lệ cho phái nữ là 58%. Tại Begusarai, 15% dân số nhỏ hơn 6 tuổi.